# Italian Yank
La Italian Yank è stata una casa discografica italiana, attiva negli anni '60.

## Storia
L'etichetta nacque nel 1964 su iniziativa delle Edizioni musicali Italian Yank, di proprietà di Alessandro Celentano, fratello di Adriano, attive da qualche anno sul mercato e che avevano pubblicato canzoni come Chi ce l'ha con me o Grazie prego scusi per Adriano Celentano.
La sede era la stessa della casa editrice; si specializzò in musica beat, appoggiandosi per la distribuzione al Clan Celentano.
Tra gli artisti più noti dell'etichetta Angela, Guidone e Carlo Marangon; tra gli arrangiatori che contribuirono alle realizzazioni della Italian Yank, Detto Mariano e Aldo Pagani.
Chiuse le attività alla fine del decennio, rimanendo però attiva come casa di edizioni musicali, acquisendo per l'Italia anche molti successi esteri, come il primo repertorio dei Chicago.

## Dischi
La datazione qui riportata si basa sull'etichetta del disco o sulla copertina; qualora nessuno di questi elementi abbia una datazione, è basata sulla numerazione del catalogo; talora è, infine, basata sul codice della matrice di stampa. Se esistenti, sono riportati, oltre all'anno, il mese e il giorno (quest'ultimo dato si trova, a volte, stampato sul vinile).

### 45 giri
| Numero di catalogo    | Anno | Interprete                    | Titoli                                                      |
| --------------------- | ---- | ----------------------------- | ----------------------------------------------------------- |
| IY 10001              | 1965 | Claudia                       | Chiù chiù/Morirò                                            |
| IY 10002              | 1965 | Paolo Zavallone               | Surf dell'amore/Non mandarmi via                            |
| IY 10003              | 1965 | Diego Pepe                    | Ti chiedo un favore/Ho da raccontare alla gente             |
| IY 10005              | 1965 | Angela                        | Surf service/Elisabetta                                     |
| IY 10006              | 1965 | Guidone                       | Un'idea nuova/Magaliù                                       |
| IY 10007              | 1965 | Guidone                       | Oh fattorino!/La casa del sole                              |
| IY 10008              | 1966 | Glauco Masetti                | Operazione tuono/Operazione tuono                           |
| IY 10009              | 1966 | The Kidders                   | Ua ua ua/Tanto vuoto                                        |
| IY 10010              | 1966 | The Kidders                   | Giallo/A casa mia                                           |
| IY 10011 (disco tris) | 1967 | Carlo Marangon & Los Hermanos | Morirò/Un bicchiere di vetro/Finisce l'incanto del tramonto |
| IY 10012              | 1967 | Fratelli Reitano              | Dai racconta.../Come mai                                    |
| IY 10014              | 1967 | I Bisaquei                    | One more rainy day/Kalooki                                  |